# Awad Hamad al-Bandar
Awad Hamad al-Bandar (arab. عواد حمد بندر السعدون, ur. 2 stycznia 1945, zm. 15 stycznia 2007) – członek irackich władz państwowych. Był szefem saddamowskiego Sądu Rewolucyjnego, który skazał na karę śmierci 143 mieszkańców wioski Dudżail, w następstwie nieudanego zamachu na dyktatora przeprowadzonego 8 lipca 1982 roku. 
5 listopada 2006 roku został skazany na karę śmierci przez powieszenie na szubienicy. Wyrok został wykonany 15 stycznia 2007 roku w irackiej bazie wojskowej Camp Justice. Wraz z nim stracono również przyrodniego brata Saddama Husajna Barzana Ibrahima al-Tikritiego.